# Distrito de San Juan (Sihuas)
El distrito de San Juan  es uno de los diez que conforman la Provincia de Sihuas, ubicada en el Departamento de Ancash, bajo la administración del Gobierno Regional de Áncash, Perú.

## Historia
El distrito fue creado mediante Ley No. 14963 del 14 de marzo de 1964, en el primer gobierno del Presidente Fernando Belaúnde Terry.
San Juan de Chullín : Según los pobladores del Cerro Coricay, por acción de fenómenos telúricos se desprendió gran cantidad de piedras menudas que vienen a formar las tierras de Chullín.

## Caseríos y centros poblados
Caseríos
- coricay
- tauribamba
- chuncana
- ahijadero
- villegas
- cilindre
- fundición
- Pariashpampa
- Rosamonte
- huachina
- Pasacancha chico
- Colcabamba
- Mitobamba
- Chullapa
- Yachapa
- Aijadero
- chontabamba
- Huachucallan
- cochas grande
- chochas chico
- llakchi
- san ta cruz
- chuncana
- chinchinya
- yacupampa
- san ta rosa de copa
- yanahirca
- san juan chico
- quircabamba

Centro poblados
- Colpapampa
- Andaymayo
- Chinchobamba

## Turismo
- FESTIVIDAD RELIGIOSA: FIESTA PATRONAL; 18 de julio en Homenaje a  San Juan.
LA SEMANA SANTA
ECOTURISMO: 
La Cuenca del Río Chullín, Los Baños Termales de Andaymayo 
- RÍOS: Río Chullín, Río Andaymayo
- LAGUNAS: Tayacocha, Racaycocha, Ututococha,  Asnococha, Shongococha, Mullacamachay, Urpaycocha, Huachococha, Azulcocha, Yanacocha, Huanhuacocha, Pumacocha, Huarmicocha.
-AGUAS TERMALES MEDICINALES: Los Baños de Andaymayo
- DANZAS: “Los Huancas” de Chinchobamba, los Huanquillas de Chullín, los Negritos de Cilindre, “Las Pallas, Las Anacas, Los Antis, Los Pastorcillos de Navidad declarado Patrimonio Cultural de la Nación el 23 de marzo de 2016 con la R.VM. N.º 030-2016-VMPCIC-MC.
ESTAMPAS: 
- SITIOS ARQUEOLÒGICOS:

- EL CAMINO INCA O CAPAC ÑAN (Con RD N.º 131-2011-VMPCIC-MC) 
- Piruhirca.
- Cuchipirao
- KALLANKA Y TAMBO DE INCA RAGÁ
- CIUDADELA SHAJSHAS o Mesa Rumi (Tauribamba-Palo Seco)
- CIUDADELA DE TORREHIRCA (Tauribamba)
- CIUDADELA DE MARCAHIRCA (Yachapa)
- CIUDADELA DE MARCAMARCA (Chullapa)
- CIUDADELA, TUMBAS Y FORTALEZA DE SIPA (1) (Pariashpampa-Colpapampa) Registrado por el INC. Corresponden a Sipa: Pascahirca, Agoshirca sobre Quircabamba, Callash (dos) sobre Pariashpampa, Coreorcuna sobre Colpapampa.
- CIUDADELA DE PUMAWILLCA (Pariashpampa) Registrado por el Ministerio de Cultura.
- CIUDADELA DE MURADOHIRCA-HUACROHIRCA en Cochas  
- CIUDADELA DE HISHCASCORRAL (Colpapampa)
-CIUDADELA DE YANAHIRCA
- CIUDADELA DE CHONTAJIRCA 
- CIUDADELA DE BATEAYOC-SOGORANRA en Huachina 
El Tambo de Rùpag.
Declarados Patrimonio Cultural de la Nación con RD N.º 248/INC del 28 de febrero del 2005:
Sitio Arqueológico de Huayllampo
Sitio Arqueológico e Cerro Cuylón
Sitio Arqueológico de Mitobamba 
Sitio Arqueológico de Salapampa

## Geografía
Tiene una extensión de 209,24 kilómetros cuadrados y una población aproximada de 6 626 habitantes.
Su capital ubicada a 2 725 msnm es la localidad de Chullín. 

## Autoridades

### Municipales
- 2023 - 2026[2]
  - Alcalde: Benito Valverde Moreno, del Movimiento Regional Maicito.
  - Regidores:

  1. Apolonio Rosales Sotelo  (Movimiento Regional Maicito)
  2. Nelia Velásquez Reyes (Movimiento Regional Maicito)
  3. Agustín Mejía Albites (Movimiento Regional Maicito)
  4. Elva Capristano Campomanes (Movimiento Regional Maicito)
  5. Avelino Minaya Córdova (MOVIMIENTO POLÍTICO REGIONAL AGUA)

## Festividades
- Virgen de las Nieves
- Fiesta Patronal: San Juan, 18 de julio.